# Droga wojewódzka 450
Die Droga wojewódzka 450 (DW 450) ist eine 70 Kilometer lange Droga wojewódzka (Woiwodschaftsstraße) in der polnischen Woiwodschaft Großpolen und der Woiwodschaft Łódź, die Kalisz mit Opatów verbindet. Die Strecke liegt in der kreisfreien Stadt Kalisz, im Powiat Ostrowski, im Powiat Ostrzeszowski, im Powiat Wieruszowski und im Powiat Kępiński.

## Streckenverlauf
Woiwodschaft Großpolen, Kreisfreie Stadt Kalisz
-  Kalisz (Kalisch) (DK 12, DK 25, DW 442, DW 470)

Woiwodschaft Großpolen, Powiat Ostrowski
- Chotów
- Gostyczyna
- Leziona (Leschnau)
- Sławin
- Ołobok
- Wielowieś (Wielowies)

Woiwodschaft Großpolen, Powiat Ostrzeszowski
-  Grabów nad Prosną (Grabow) (DW 447, DW 449)
- Smolniki
- Siekierzyn
- Marczykowskie
- Stara Kuźnica
- Doruchów (Doruchow)
- Zalesie
- Torzeniec

Woiwodschaft Łódź, Powiat Wieruszowski
- Wyszanów
- Lubczyna
- Mirków
-  Wieruszów (Weruschau) (S 8, DW 482)
- Kuźnica Skakawska

Woiwodschaft Großpolen, Powiat Kępiński
-  Opatów (Opatow) (DK 11)